# Oliver Dieckmann
Oliver Dieckmann (* 17. Dezember 1968) ist ein deutscher Filmproduzent, Filmregisseur und Dramaturg.

## Biografie
Dieckmann, der in Belgien, Deutschland, Brasilien und den USA aufgewachsen ist, studierte Wirtschaftswissenschaft an der Wesleyan University in Middletown in den USA sowie an der Freien Universität Berlin, bevor er ein Studium für Produktion und Medienwirtschaft an der HFF München aufnahm. Bereits in dieser Zeit arbeitete er als Dramaturg für die Allmedia Film und Fernsehproduktion und betätigte sich als Redakteur für die Kirch New Media. Nachdem Dieckmann sein Studium 2002 mit dem Diplom beendet hatte, war er einer der Entwickler des Internetportals shorts-welcome für die Kirch New Media. Das Projekt wurde für den Grimme Online Award nominiert.
2002 nahm Dieckmann seine Arbeit als Dramaturg und Produzent für die Bavaria Film- und Fernsehproduktion auf, zudem arbeitet er auch als Regisseur. Als Dramaturg war er 2004 unter anderem an dem aufwändigen Dreiteiler Der Wunschbaum nach einem Roman von Sandra Paretti beteiligt. 2005 war er Co-Autor des Drehbuches zu dem Filmdrama Ein ganz normales Paar mit Floriane Daniel und Steffen Wink in den Hauptrollen. Für den Kurzfilm Geliebter Alltag von 2005 schrieb Dieckmann das Drehbuch und führte Regie. Auf der Besetzungsliste standen Jan-Gregor Kremp, Michael Mendl, Carolin Fink und Suzanne von Borsody. Dieckmann wurde für seine Arbeit mit dem Audience Award in der Kategorie „Bester Kurzfilm“ ausgezeichnet. 2006 produzierte er neun Episoden der Fernsehserie Eine Liebe am Gardasee, in der eine junge Frau, gespielt von Christina Beyerhaus, auf der Suche nach ihren Wurzeln ist. Sein Langfilmdebüt gab Dieckmann 2008 mit dem Kinofilm Pizza und Marmelade, in dem er nach eigener Aussage Erlebnisse seiner Studienzeit verarbeitete. Die Tragikomödie handelt von einem Architekten, der sich gezwungen sieht, sich als Pizzabäcker zu verdingen. Die Hauptrolle übernahm Max von Thun. Der Film wurde auf dem Münchner Filmfest für den Förderpreis Deutscher Film nominiert. Im darauffolgenden Jahr drehte Dieckmann den Märchenfilm Dornröschen mit Lotte Flack in der Titelrolle.
Dieckmanns zweiter Kinofilm, die weihnachtliche Familienkomödie Als der Weihnachtsmann vom Himmel fiel, kam Ende November 2011 in die deutschen Kinos. Der Film wurde von der Filmförderungsanstalt mit 350.000 Euro gefördert. Dieckmann wurde dafür mit dem People’s Choice Award ausgezeichnet. Der Film bekam von der FBW das Prädikat „wertvoll“. In der von ihm 2018 produzierten Anwaltsserie Falk arbeitete Dieckmann mit Fritz Karl, der die Titelrolle spielt, zusammen
Dieckmann ist verheiratet und Vater.

## Filmografie (Auswahl)
als Produzent, wenn nicht anders angegeben
- 2004: Der Wunschbaum (Fernseh-Miniserie, 3 Folgen; nur Drehbuchautor)
- 2005: Ein ganz normales Paar (Fernsehfilm; nur Drehbuchautor)
- 2005: Geliebter Alltag (Kurzfilm; nur Drehbuchautor + Regie)
- 2005: Liebe hat Vorfahrt (Fernsehfilm; nur als Dramaturg)
- 2006: Utta Danella – Eine Liebe im September
- 2006: Eine Liebe am Gardasee (Fernsehserie, 9 Folgen)
- 2008: Pizza und Marmelade (nur Regie + Mitarbeit am Drehbuch)
- 2009: Dornröschen (Märchenfilm; nur Regie)
- 2010: Eine Sennerin zum Verlieben (Fernsehfilm)
- 2011: Als der Weihnachtsmann vom Himmel fiel (nur Regie)
- 2012: Manche mögen’s glücklich (Fernsehfilm)
- 2014: Vier Drillinge sind einer zu viel (Fernsehfilm)
- 2014: Trennung auf Italienisch (Fernsehfilm)
- 2014: Die Fischerin (Fernsehfilm)
- 2018: Falk (Anwaltsserie, 6 Folgen)
- 2019: Inga Lindström – Auf der Suche nach dir (Regie)
- 2020: Inga Lindström – Feuer und Glas (Regie, Drehbuch zusammen mit Aline Ruiz Fernandez)
- 2020: Inga Lindström – Liebe verjährt nicht (Regie, Drehbuch zusammen mit Aline Ruiz Fernandez)
- 2021: Inga Lindström – Der schönste Ort der Welt (Regie, Drehbuch zusammen mit Aline Ruiz Fernandez)
- 2022: Inga Lindström – Geliebter Feind (Regie, Drehbuch zusammen mit Aline Ruiz Fernandez)
- 2022: Inga Lindström – Fliehende Pferde in Sörmland (Regie, Drehbuch zusammen mit Aline Ruiz Fernandez)
- 2024: Inga Lindström – Die vergessene Hochzeit (Regie, Drehbuch zusammen mit Aline Ruiz Fernandez)
- 2025: Inga Lindström – Das Flüstern der Pferde (Regie, Drehbuch zusammen mit Aline Ruiz Fernandez)

## Auszeichnungen (Auswahl)
- 2000: Palm Springs International ShortFest
  - nominiert für den Student Award mit Geliebter Alltag
- 2000: AFI Fest
  - Gewinner des Audience Award in der Kategorie Bester Kurzfilm Geliebter Alltag
- 2011: Dubai International Film Festival
  - Gewinner des People’s Choice Award mit Als der Weihnachtsmann vom Himmel fiel